# Stazione di Ferrara Città del Ragazzo
La stazione di Ferrara Città del Ragazzo è una stazione ferroviaria di Ferrara. Si trova sulla ferrovia Ferrara-Codigoro.
Si trova a 7 km dalla stazione di Ferrara e a 46 km da Codigoro.
La gestione è affidata a Ferrovie Emilia Romagna.

## Strutture ed impianti
Il piazzale è dotato di 2 binari protetti da pensiline.

## Movimento
La stazione è servita dai treni regionali della relazione Ferrara-Codigoro. I treni sono svolti da Trenitalia Tper nell'ambito del contratto di servizio stipulato con la regione Emilia-Romagna.
Nei giorni festivi il servizio ferroviario è sostituito da quattro coppie di autocorse..
A novembre 2019, la stazione risultava frequentata da un traffico giornaliero medio di circa 36 persone (7 saliti + 29 discesi).